# Cratere Dinewan
Dinewan è un cratere sulla superficie di Bennu.